# Lost in a Harem
Lost in a Harem (1944) es una película del género comedia, protagonizada por Bud Abbott y Lou Costello, fue dirigida por Charles Reisner.

## Argumento
Cuando los integrantes de un espectáculo de vodevil se trasladan a Oriente Medio, su cantante Hazel Moon (Marilyn Maxwell), consigue un trabajo en un café local. Los "caballeros" Peter Johnson (Bud Abbott) y Harvey Garvey (Lou Costello) son contratados para actuar, pero su acto se inicia con una pelea y ambos terminan en la cárcel. Allí conocen al Príncipe Ramo (John Conte), un seductor que les ofrece ayuda para escapar si ellos acceden a ayudarlo a recuperar el trono, en poder de su tío Nimativ (Douglas El Dumbrille), quien lo ha usurpado con la ayuda de dos anillos que hipnotizan.
Tras escapar de la cárcel, Peter y Harvey van a la capital y se encuentran con el príncipe Ramo (John Conte), quien ha sido destituido de su trono por Nimativ. Preparan un plan para seducir a Nimativ valiéndose de su debilidad por las rubias. Harvey se traviste de mujer rubia y se reúne con el Rey Nimativ, quien rápidamente se enamora de Hazel y logra hipnotizar a Peter revelando sus planes. Peter es encarcelado, mientras que Hazel es hipnotizada para ser una de las esposas de Nimativ. Después el príncipe Ramo ayuda a los muchachos a escapar con la ayuda de Teema (Lottie Harrison) -la primera esposa de Nimativ- con la promesa de hacer carrera en el mundo del cine. Luego, Harvey se disfraza de Teema y Peter se disfraza de Nimativ. Se las arreglan para robar los anillos durante una gran celebración y el príncipe Ramo vuelve los anillos contra Nimativ, quien abdica del trono. 
El Príncipe Ramo se convierte nuevamente en el rey, con Hazel como su esposa y con los muchachos de vuelta a los Estados Unidos.

## Reparto
| Actor                      | Personaje     |
| -------------------------- | ------------- |
| Bud Abbott                 | Peter Johnson |
| Lou Costello               | Harvey Garvey |
| Marilyn Maxwell            | Hazel Moon    |
| John Conte                 | Príncipe Ramo |
| Douglass Dumbrille         | Nimativ       |
| Lottie Harrison            | Teema         |
| Lock Martin                | Bob           |
| Adia Kuznetzoff            | Jefe Ghamu    |
| Milton Parsons             | Crystal Gazer |
| Ralph Sanford              | Sr. Ormulu    |
| Jimmy Dorsey y su orquesta |               |